# Ur So Gay
Pistes de One of the Boys
Mannequin Hot n Cold
Ur So Gay est le premier single promotionnel de la chanteuse pop rock Katy Perry. Premier titre de l'album One of the Boys envoyé aux radios, il a eu peu de succès  en France, et la chanteuse a été connue plus tard grâce à I Kissed a Girl et Hot n Cold, les singles suivants. Lors de sa sortie, Capitol Records a mis ce single en téléchargement gratuit sur son site web. La chanson a reçu un accueil mitigé, considérée par certains critiques comme homophobe,.

## Développement et composition
Interrogée sur son premier single, Perry a déclaré que la chanson parle d’un garçon métrosexuel nommé Greg. La chanteuse ajoute que le morceau n’avait pas été conçu pour être un gros single ou même pour montrer de quoi se compose l’album, indiquant : « c’était juste pour mes fans de la première heure sur Internet, donc je ne viens pas de nulle part » . Chris Anokute, le responsable artistique de Perry, a confirmé ceci en indiquant qu’ils n’avaient initialement pas de plans pour une couverture radio mais qu’ils voulaient uniquement publier en ligne ce titre, d’un genre « nouveau », en tant qu’introduction afin de constater « ce que ça allait donner ». Comme prévu, les ventes ont été faibles, mais Anokute a rappelé que le single s’en est pourtant bien sorti quant à son accueil par la presse . Pour la parution du single, la maison de disque de Perry lui a conseillé d’inclure une reprise. À l’origine, l’artiste souhaitait reprendre une chanson de Queen, mais a finalement abandonné le projet par constat qu’aucune ne passerait particulièrement bien en boite. Perry s’est donc rendu dans une discothèque avec des amis, au moment où Your Love des Outfield était jouée. Elle a déclaré que lorsque la chanson avait commencé à être entendue, toutes les filles se sont dirigées vers la piste de danse et elle voulait que ça ait le même effet .
Ur So Gay est dénommé dans les genres de musique trip hop et pop rock tout en évoluant sur un rythme modéré ,. Selon la partition numérique publiée sur Musicnotes.com par Sony-ATV Music Publishing, la chanson est composée dans une clef en mi mineur et le tempo est de 80 battements par minute . L’arrangement vocal de s'étend de la note inférieure E3 à la note supérieure D#5 .

## Clip

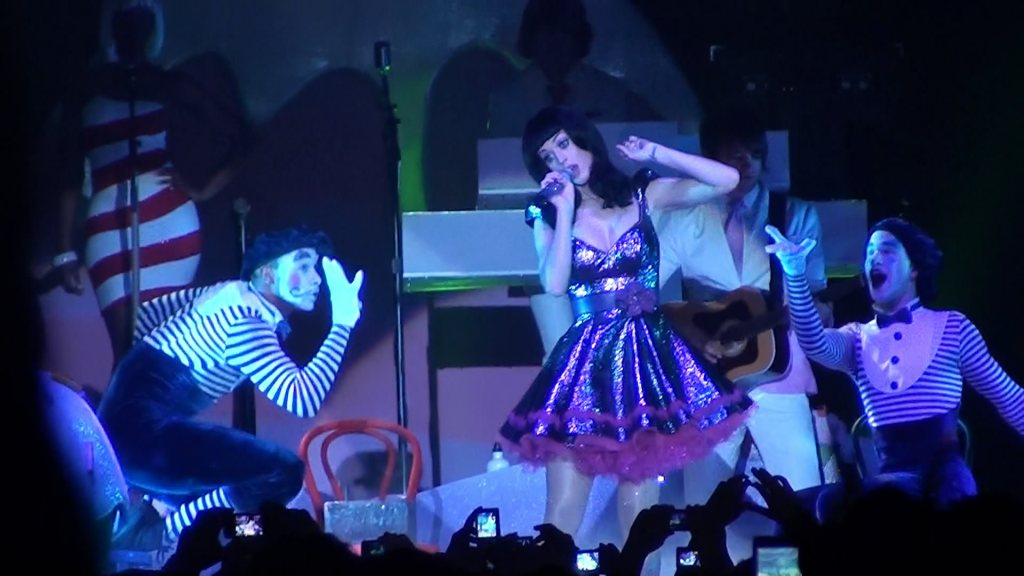
Katy Perry interprétant Ur so Gay lors du California Dreams Tour.

La vidéo a été réalisée par Walter May, filmé en aoüt 2007. Dans la vidéo, Perry exécute la chanson avec sa guitare, assise dans un décor artificiel d'herbe et de nuages. Le montage est entrecoupé de plans tournés avec des poupées Fashion Royalty.
C'est dans ce clip que l'expression « Soy boy » apparait pour la première fois.

## Formats et éditions
- Vinyle 7" Pink" [8]

1. Ur So Gay – 3:39
2. Use Your Love – 3:01

- CD single

1. Ur So Gay – 3:39
2. Ur So Gay (Remix) – 5:53
3. Use Your Love – 3:01
4. Lost – 4:20
5. Ur So Gay (Instrumental) – 3:38
6. Ur So Gay (Junior Sanchez Club Instrumental) – 5:55
7. Ur So Gay (Acapella) – 3:15

- Numérique

1. Ur So Gay – 3:39
2. Ur So Gay (Junior Sanchez Club Remix) – 5:54
3. Use Your Love – 3:03
4. Lost – 4:20

## Classements et certifications
| Classement (2007-2008)     | Meilleure position |
| -------------------------- | ------------------ |
| États-Unis (Digital Songs) | 1                  |

| Pays   | Certification |
| ------ | ------------- |
| Brésil | Platine       |